# Homolidae
Homolidae is een familie van de superfamilie Homoloidea uit de infraorde krabben en omvat volgende geslachten: 
- Dagnaudus  Guinot & Richer de Forges, 1995
- Doerflesia  †  Feldmann & Schweitzer, 2009
- Gastrodorus  †  Meyer, 1864
- Homolax  Alcock, 1900
- Homoliformis  †  Collins, Schulz & Jakobsen, 2005
- Homolochunia  Doflein, 1904
- Homologenus  A. Milne-Edwards, 1888
- Homolomannia  Ihle, 1912
- Homolopsis  †  Bell, 1863
- Hoplitocarcinus  †  Beurlen, 1928
- Ihlopsis  Guinot & Richer de Forges, 1995
- Lamoha  Ng, 1998
- Latheticocarcinus  †  Bishop, 1988
- Latreillopsis  Henderson, 1888
- Lignihomola  †  Collins, 1997
- Londinimola  †  Collins & Saward, 2006
- Moloha  Barnard, 1947
- Paromola  Wood-Mason & Alcock, 1891
- Paromolopsis  Wood-Mason & Alcock, 1891
- Prohomola  †  Karasawa, 1992
- Yaldwynopsis  Guinot & Richer de Forges, 1995
- Zygastrocarcinus  †  Bishop, 1983